# 朱安瀼
上洛榮定王朱安瀼（1495年—1550年），明朝周藩第二代上洛王，上洛莊惠王朱同䤪的嫡第九子。

## 生平
弘治十五年（1502年）正月，獲賜名安瀼。正德三年（1508年）三月，朱安瀼襲封上洛王。
嘉靖二十九年（1550年）二月，朱安瀼去世，享年五十六歲，諡榮定。兩年後，嫡長子朱睦𣛮襲爵。

## 家庭

### 子
- 嫡長子：上洛康裕王朱睦𣛮